# Stal Gorzów Wielkopolski (żużel) w sezonie 2019
Sezon 2019 był 53. Stali Gorzów Wielkopolski w ekstralidze i 72. w historii klubu.

## Rozgrywki

### Statystyki
Zasady klasyfikacji: minimum 1 start w rozgrywkach ekstraligi w sezonie 2019.
| Msc. | Żużlowiec          | Wiek | M. | B. | Pkt. | Bon. | Razem | Śr. bieg. | KSM |
| ---- | ------------------ | ---- | -- | -- | ---- | ---- | ----- | --------- | --- |
| 2    | Bartosz Zmarzlik   | 24   | 14 | 78 | 183  | 5    | 188   | 2,410     | –   |
| 16   | Szymon Woźniak     | 26   | 13 | 62 | 111  | 10   | 121   | 1,952     | –   |
| 26   | Krzysztof Kasprzak | 35   | 14 | 72 | 107  | 14   | 121   | 1,681     | –   |
| 28   | Anders Thomsen     | 25   | 11 | 51 | 74   | 11   | 85    | 1,667     | –   |
| 49   | Rafał Karczmarz    | 20   | 14 | 61 | 58   | 7    | 65    | 1,066     | –   |
| 53   | Peter Kildemand    | 30   | 13 | 48 | 39   | 8    | 47    | 0,979     | –   |
| 55   | Mateusz Bartkowiak | 16   | 12 | 34 | 18   | 3    | 21    | 0,618     | –   |
| nsk  | Frederik Jakobsen  | 21   | 2  | 5  | 4    | 0    | 4     | 0,800     | –   |
| nsk  | Adam Ellis         | 23   | 2  | 5  | 0    | 0    | 0     | 0,000     | –   |
| nsk  | Kamil Pytlewski    | 16   | 1  | 3  | 0    | 0    | 0     | 0,000     | –   |
| nsk  | Alan Szczotka      | 18   | 1  | 2  | 0    | 0    | 0     | 0,000     | –   |

Wiek według roku urodzenia. Żużlowcy do 21 lat - młodzieżowcy (inaczej juniorzy),
M. - liczba meczów, B. - liczba biegów, Pkt. - liczba punktów, Bon. - liczba bonusów,
Razem - suma Pkt. i Bon., Śr. bieg. - iloraz Razem przez B., KSM - iloczyn Śr. bieg. bez Bon. razy 4,
Msc. - miejsce na liście klasyfikacyjnej, nsk - żużlowiec niesklasyfikowany

### PGE Ekstraliga
| 1 runda 5 kwietnia 2019 | forBET Włókniarz Częstochowa | 47:43 | truly.work Stal Gorzów Wielkopolski | SGP Arena Częstochowa Widzów: 16 000 Sędzia: Krzysztof Meyze |
| 1 runda 5 kwietnia 2019 | 9. Leon Madsen 14 (3,3,3,2,3) 10. Paweł Przedpełski 5 (0,2,1,2,0) 11. Fredrik Lindgren 10 (3,2,3,2,0) 12. Adrian Miedziński 3 (0,1,1,1) 13. Matej Žagar 9 (2,2,3,1,1) 14. Jakub Miśkowiak 3 (3,0,0) 15. Michał Gruchalski 3 (2,1,u) 16. Damian Dróżdż ns | 47:43 | 1. Krzysztof Kasprzak 4 (2,0,1,1,–) 2. Anders Thomsen 13 (1,3,2,3,3,1) 3. Szymon Woźniak 6 (1,3,2,0) 4. Peter Kildemand 4 (2,1,0,0,–) 5. Bartosz Zmarzlik 13 (3,1,2,3,2,2) 6. Rafał Karczmarz 4 (1,0,0,3) 7. Mateusz Bartkowiak 0 (0,0,–) | SGP Arena Częstochowa Widzów: 16 000 Sędzia: Krzysztof Meyze |

| 2 runda 12 kwietnia 2019 | truly.work Stal Gorzów Wielkopolski | 49:41 | Speed Car Motor Lublin | Stadion im. Edwarda Jancarza Widzów: 10 500 Sędzia: Jerzy Najwer |
| 2 runda 12 kwietnia 2019 | 9. Bartosz Zmarzlik 16 (3,2,3,3,2,3) 10. Peter Kildemand 1 (0,1,–,0,–) 11. Szymon Woźniak 11 (2,1,3,3,2) 12. Anders Thomsen 7 (0,–,1,3,3) 13. Krzysztof Kasprzak 3 (0,2,0,1) 14. Mateusz Bartkowiak 0 (0,–,0) 15. Rafał Karczmarz 11 (1,3,3,3,1,0) | 49:41 | 1. Mikkel Michelsen 9 (2,3,1,2,1) 2. Robert Lambert 7 (1,0,2,3,1) 3. Dawid Lampart 6 (3,1,w,2,t) 4. Paweł Miesiąc 3 (1,0,2,0) 5. Andreas Jonsson 6 (1,2,2,1,0) 6. Wiktor Lampart 4 (3,0,1) 7. Wiktor Trofimow jr 6 (2,2,0,2) | Stadion im. Edwarda Jancarza Widzów: 10 500 Sędzia: Jerzy Najwer |

| 3 runda 28 kwietnia 2019 | Fogo Unia Leszno | 51:39 | truly.work Stal Gorzów Wielkopolski | Stadion im. Alfreda Smoczyka Widzów: 13 000 Sędzia: Remigiusz Substyk |
| 3 runda 28 kwietnia 2019 | 9. Emil Sajfutdinow 14 (3,2,3,3,3) 10. Jaimon Lidsey 0 (–,–,–,–) 11. Brady Kurtz 7 (0,2,2,1,2) 12. Janusz Kołodziej 10 (3,1,1,2,3) 13. Piotr Pawlicki 11 (0,3,3,3,2) 14. Bartosz Smektała 5 (0,3,1,1,d) 15. Dominik Kubera 4 (1,1,0,1,1) 16. Szymon Szlauderbach ns | 51:39 | 1. Szymon Woźniak 9 (2,3,0,3,1) 2. Peter Kildemand 3 (1,0,2,0) 3. Krzysztof Kasprzak 8 (1,2,2,2,1) 4. Anders Thomsen 2 (2,0,0,–,–) 5. Bartosz Zmarzlik 9 (2,3,3,1,w) 6. Rafał Karczmarz 5 (2,1,2,0,0) 7. Mateusz Bartkowiak 3 (0,3,0) 8. Adam Ellis ns | Stadion im. Alfreda Smoczyka Widzów: 13 000 Sędzia: Remigiusz Substyk |

| 4 runda 5 maja 2019 | truly.work Stal Gorzów Wielkopolski | 41:49 | Stelmet Falubaz Zielona Góra | Stadion im. Edwarda Jancarza Widzów: 12 100 Sędzia: Remigiusz Substyk |
| 4 runda 5 maja 2019 | 9. Szymon Woźniak 6 (2,2,1,1) 10. Peter Kildemand 2 (1,1,0,–,–) 11. Krzysztof Kasprzak 9 (2,3,2,2,0,0) 12. Anders Thomsen 5 (3,2,d,0,–) 13. Bartosz Zmarzlik 12 (2,1,2,2,2,3) 14. Mateusz Bartkowiak 0 (0,0,0) 15. Rafał Karczmarz 7 (3,1,3,0) | 41:49 | 1. Michael J. Jensen 3 (0,0,0,3) 2. Nicki Pedersen 10 (3,1,1,3,2) 3. Patryk Dudek 8 (0,3,3,1,1) 4. Piotr Protasiewicz 10 (1,2,2,2,3) 5. Martin Vaculík 13 (3,3,3,3,1) 6. Norbert Krakowiak 3 (2,0,1) 7. Damian Pawliczak 2 (1,0,1) 8. Mateusz Tonder ns | Stadion im. Edwarda Jancarza Widzów: 12 100 Sędzia: Remigiusz Substyk |

| 5 runda 17 maja 2019 | truly.work Stal Gorzów Wielkopolski | 48:42 | Betard Sparta Wrocław | Stadion im. Edwarda Jancarza Widzów: 8 100 Sędzia: Remigiusz Substyk |
| 5 runda 17 maja 2019 | 9. Szymon Woźniak 9 (1,2,2,3,1) 10. Peter Kildemand 8 (2,1,0,2,3) 11. Krzysztof Kasprzak 5 (3,d,1,1) 12. Anders Thomsen 10 (1,3,3,2,1) 13. Bartosz Zmarzlik 14 (3,2,3,3,3) 14. Mateusz Bartkowiak 0 (0,0,0) 15. Rafał Karczmarz 2 (2,0,0) | 48:42 | 1. Tai Woffinden 12 (3,2,2,3,2) 2. Jakub Jamróg 3 (0,1,1,1) 3. Václav Milík 6 (0,3,3,0,w) 4. Patryk Wojdyło 0 (–,–,–,–) 5. Max Fricke 1 (1,0,0,–,–) 6. Maksym Drabik 11 (3,3,2,1,2) 7. Przemysław Liszka 5 (1,2,2,0) 8. Gleb Czugunow 4 (2,1,1,0) | Stadion im. Edwarda Jancarza Widzów: 8 100 Sędzia: Remigiusz Substyk |

| 6 runda 24 maja 2019 | truly.work Stal Gorzów Wielkopolski | 51:39 | MrGarden GKM Grudziądz | Stadion im. Edwarda Jancarza Widzów: 9 750 Sędzia: Piotr Lis |
| 6 runda 24 maja 2019 | 9. Szymon Woźniak 11 (2,2,3,2,2) 10. Peter Kildemand 7 (1,3,0,1,2) 11. Krzysztof Kasprzak 10 (2,3,1,3,1) 12. Anders Thomsen 3 (t,0,2,1) 13. Bartosz Zmarzlik 15 (3,3,3,3,3) 14. Mateusz Bartkowiak 2 (2,0,0) 15. Rafał Karczmarz 3 (3,0,0,0) 16. Alan Szczotka ns | 51:39 | 1. Kenneth Bjerre 8 (3,1,2,2,0,0) 2. Antonio Lindbäck 3 (t,2,1,0,–) 3. Przemysław Pawlicki 6 (1,1,2,2) 4. Krzysztof Buczkowski 6 (3,2,1,0,–) 5. Artiom Łaguta 13 (2,1,3,3,3,1) 6. Patryk Rolnicki 0 (u/w,–,–,–) 7. Marcin Turowski 3 (1,1,0,1) 8. Roman Lachbaum ns | Stadion im. Edwarda Jancarza Widzów: 9 750 Sędzia: Piotr Lis |

| 7 runda 31 maja 2019 | Get Well Toruń | 49:40 | truly.work Stal Gorzów Wielkopolski | Motoarena Toruń Widzów: 6 120 Sędzia: Krzysztof Meyze |
| 7 runda 31 maja 2019 | 9. Chris Holder 11 (1,3,2,3,2) 10. Norbert Kościuch 7 (–,1,3,3,w) 11. Niels K. Iversen 11 (1,2,2,3,3) 12. Rune Holta 0 (0,–,–,–) 13. Jason Doyle 10 (3,1,1,2,3) 14. Igor Kopeć-Sobczyński 3 (2,0,0,1) 15. Maksymilian Bogdanowicz 0 (0,0,–) 16. Jack Holder 7 (3,1,1,2) | 49:40 | 1. Szymon Woźniak 9 (2,3,2,2,0) 2. Adam Ellis 0 (d,0,–,–) 3. Krzysztof Kasprzak 9 (3,3,1,1,1) 4. Anders Thomsen 7 (2,2,0,1,2) 5. Bartosz Zmarzlik 7 (2,2,3,0,w) 6. Rafał Karczmarz 6 (3,0,3,0,0) 7. Mateusz Bartkowiak 2 (1,1,0) 8. Alan Szczotka ns | Motoarena Toruń Widzów: 6 120 Sędzia: Krzysztof Meyze |

| 8 runda 9 czerwca 2019 | truly.work Stal Gorzów Wielkopolski | 49:41 | Get Well Toruń | Stadion im. Edwarda Jancarza Widzów: 11 000 Sędzia: Michał Sasień |
| 8 runda 9 czerwca 2019 | 9. Szymon Woźniak 9 (3,2,3,1,0) 10. Peter Kildemand 3 (2,1,–,–) 11. Krzysztof Kasprzak 5 (1,1,1,2,0) 12. Anders Thomsen 9 (2,2,2,w,3) 13. Bartosz Zmarzlik 11 (1,2,2,3,3) 14. Mateusz Bartkowiak 7 (3,3,0,1) 15. Rafał Karczmarz 5 (2,3,0,0) 16. Adam Ellis ns | 49:41 | 1. Niels K. Iversen 11 (1,3,1,3,2,1) 2. Norbert Kościuch 2 (0,0,–,2,–) 3. Chris Holder 6 (3,0,2,1) 4. Filip Nizgorski 0 (–,–,–,–,–) 5. Jason Doyle 16 (2,3,3,3,3,2) 6. Igor Kopeć-Sobczyński 0 (w,0,0,0) 7. Maksymilian Bogdanowicz 1 (1,–,0) 8. Jack Holder 5 (0,1,1,2,1) | Stadion im. Edwarda Jancarza Widzów: 11 000 Sędzia: Michał Sasień |

| 9 runda 21 czerwca 2019 | MrGarden GKM Grudziądz | 51:38 | truly.work Stal Gorzów Wielkopolski | Stadion żużlowy w Grudziądzu Widzów: 6 500 Sędzia: Piotr Lis |
| 9 runda 21 czerwca 2019 | 9. Kenneth Bjerre 9 (3,1,3,2,0) 10. Antonio Lindbäck 7 (2,2,2,1,0) 11. Przemysław Pawlicki 11 (1,3,3,3,1) 12. Krzysztof Buczkowski 4 (0,2,2,d) 13. Artiom Łaguta 12 (3,3,w,3,3) 14. Kamil Wieczorek 2 (1,0,1) 15. Marcin Turowski 6 (3,1,2) 16. Roman Lachbaum ns | 51:38 | 1. Szymon Woźniak 3 (0,0,3,–,–) 2. Peter Kildemand 2 (1,1,w,0) 3. Krzysztof Kasprzak 11 (3,2,0,2,2,2) 4. Anders Thomsen 6 (2,1,1,1,1) 5. Bartosz Zmarzlik 14 (2,3,1,2,3,3) 6. Rafał Karczmarz 0 (0,0,0) 7. Mateusz Bartkowiak 2 (2,0,0) 8. Alan Szczotka ns | Stadion żużlowy w Grudziądzu Widzów: 6 500 Sędzia: Piotr Lis |

| 10 runda 30 czerwca 2019 | Betard Sparta Wrocław | 58:32 | truly.work Stal Gorzów Wielkopolski | Stadion Olimpijski we Wrocławiu Widzów: 11 000 Sędzia: Michał Sasień |
| 10 runda 30 czerwca 2019 | 9. Tai Woffinden ZZ 10. Jakub Jamróg 8 (2,2,3,1,–) 11. Václav Milík 9 (2,2,2,3,0) 12. Max Fricke 8 (3,3,1,1,–) 13. Maciej Janowski 12 (3,3,2,3,1) 14. Przemysław Liszka 8 (3,2,1,2) 15. Maksym Drabik 6 (2,1,0,3) 16. Gleb Czugunow 7 (3,1,1,2) | 58:32 | 1. Anders Thomsen 9 (1,1,1,2,2,2) 2. Peter Kildemand 0 (0,0,–,–,–) 3. Krzysztof Kasprzak 4 (1,1,2,0,0) 4. Adam Ellis 0 (0,0,0,–,–) 5. Bartosz Zmarzlik 17 (2,3,3,3,3,3) 6. Rafał Karczmarz 2 (1,0,0,0,1) 7. Mateusz Bartkowiak 0 (0,–,0,d) 8. Alan Szczotka ns | Stadion Olimpijski we Wrocławiu Widzów: 11 000 Sędzia: Michał Sasień |

| 11 runda 28 lipca 2019 | Stelmet Falubaz Zielona Góra | 57:33 | truly.work Stal Gorzów Wielkopolski | Stadion żużlowy w Zielonej Górze Widzów: 15 000 Sędzia: Piotr Lis |
| 11 runda 28 lipca 2019 | 9. Martin Vaculík 11 (2,2,3,3,1) 10. Michael J. Jensen 11 (3,1,2,3,2) 11. Piotr Protasiewicz 11 (3,1,1,3,3) 12. Patryk Dudek 12 (2,3,3,2,2) 13. Nicki Pedersen 5 (2,2,t,1) 14. Damian Pawliczak 2 (0,0,2,0) 15. Norbert Krakowiak 5 (3,1,1) 16. Jakub Osyczka ns | 57:33 | 1. Szymon Woźniak 5 (1,0,3,1,0) 2. Peter Kildemand 2 (0,2,w,0,0) 3. Krzysztof Kasprzak 6 (1,1,1,2,0,1) 4. Alan Szczotka 0 (–,–,–,–,–) 5. Bartosz Zmarzlik 15 (3,3,3,2,1,3) 6. Rafał Karczmarz 3 (1,0,0,2,0) 7. Mateusz Bartkowiak 2 (2,0,0,–) | Stadion żużlowy w Zielonej Górze Widzów: 15 000 Sędzia: Piotr Lis |

| 12 runda 4 sierpnia 2019 | truly.work Stal Gorzów Wielkopolski | 46:44 | Fogo Unia Leszno | Stadion im. Edwarda Jancarza Widzów: 9 700 Sędzia: Paweł Słupski |
| 12 runda 4 sierpnia 2019 | 9. Szymon Woźniak 11 (3,0,2,3,3) 10. Peter Kildemand 3 (0,3,0,–,–) 11. Krzysztof Kasprzak 12 (3,1,3,1,3,1) 12. Frederik Jakobsen 3 (1,2,0,–) 13. Bartosz Zmarzlik 9 (3,1,0,2,3) 14. Mateusz Bartkowiak 0 (0,0,–) 15. Rafał Karczmarz 8 (1,2,1,2,u,2) 16. Alan Szczotka ns | 46:44 | 1. Emil Sajfutdinow 10 (2,3,3,0,2) 2. Brady Kurtz 6 (1,0,2,3,0) 3. Jarosław Hampel 3 (0,2,1,0) 4. Janusz Kołodziej 9 (2,3,3,1,0) 5. Piotr Pawlicki 7 (1,1,2,2,1) 6. Dominik Kubera 5 (2,2,1) 7. Bartosz Smektała 4 (3,0,1) | Stadion im. Edwarda Jancarza Widzów: 9 700 Sędzia: Paweł Słupski |

| 13 runda 11 sierpnia 2019 | Speed Car Motor Lublin | 50:40 | truly.work Stal Gorzów Wielkopolski | Stadion MOSiR Bystrzyca Widzów: 9 812 Sędzia: Krzysztof Meyze |
| 13 runda 11 sierpnia 2019 | 9. Andreas Jonsson 5 (2,3,0,0) 10. Paweł Miesiąc 8 (1,1,3,1,2) 11. Dawid Lampart 1 (1,0,–,–,–) 12. Grigorij Łaguta 12 (3,2,1,3,3) 13. Mikkel Michelsen 9 (2,2,2,3,0) 14. Wiktor Trofimow jr 5 (2,0,2,1) 15. Wiktor Lampart 10 (3,1,3,2,1) | 50:40 | 1. Szymon Woźniak 10 (3,3,0,0,3,1) 2. Peter Kildemand 2 (0,1,1,–,0) 3. Krzysztof Kasprzak 12 (2,3,1,2,1,3) 4. Frederik Jakobsen 1 (0,1,–,–) 5. Bartosz Zmarzlik 14 (3,2,2,3,2,2) 6. Rafał Karczmarz 1 (1,0,0,0) 7. Alan Szczotka 0 (d,–,0) | Stadion MOSiR Bystrzyca Widzów: 9 812 Sędzia: Krzysztof Meyze |

| 14 runda 23 sierpnia 2019 | truly.work Stal Gorzów Wielkopolski | 45:45 | forBET Włókniarz Częstochowa | Stadion im. Edwarda Jancarza Widzów: 9 600 Sędzia: Krzysztof Meyze |
| 14 runda 23 sierpnia 2019 | 9. Szymon Woźniak 12 (3,3,3,1,2) 10. Peter Kildemand 3 (2,1,u,0) 11. Krzysztof Kasprzak 9 (2,1,1,2,3) 12. Anders Thomsen 3 (3,0,d,–,0) 13. Bartosz Zmarzlik 17 (3,3,2,3,3,3) 14. Kamil Pytlewski 0 (0,0,0) 15. Rafał Karczmarz 1 (1,0,0) 16. Frederik Jakobsen ns | 45:45 | 1. Leon Madsen 10 (1,3,3,3,w) 2. Paweł Przedpełski 7 (0,2,1,2,2) 3. Adrian Miedziński 4 (1,1,1,1) 4. Damian Dróżdż 4 (0,2,2,0,–) 5. Matej Žagar 10 (2,2,3,2,1) 6. Jakub Miśkowiak 3 (2,0,1) 7. Michał Gruchalski 7 (3,1,2,1) 8. Bartłomiej Kowalski ns | Stadion im. Edwarda Jancarza Widzów: 9 600 Sędzia: Krzysztof Meyze |

| 19 runda 6 października 2019 | truly.work Stal Gorzów Wielkopolski | 60:30 | Arged Malesa TŻ Ostrovia Ostrów Wielkopolski | Stadion im. Edwarda Jancarza Sędzia: Artur Kuśmierz |
| 19 runda 6 października 2019 | 9. Szymon Woźniak 12 (2,3,3,2,2) 10. Peter Kildemand 3 (w,–,2,1) 11. Krzysztof Kasprzak 11 (3,2,1,3,2) 12. Anders Thomsen 11 (2,1,2,3,3) 13. Bartosz Zmarzlik 15 (3,3,3,3,3) 14. Mateusz Bartkowiak 3 (2,0,1) 15. Rafał Karczmarz 4 (3,1,0) 16. Frederik Jakobsen 1 (1) | 60:30 | 1. Nicolai Klindt 11 (3,3,1,2,2,d) 2. Aleksandr Łoktajew 1 (1,0,–,–) 3. Tomasz Gapiński 5 (1,2,1,0,1) 4. Sam Masters 1 (0,1,w,0,–) 5. Grzegorz Walasek 11 (2,2,2,3,1,1) 6. Kamil Nowacki 0 (d,0,–) 7. Marcin Kościelski 1 (1,0,0) 8. Sebastian Szostak 0 (0,0) | Stadion im. Edwarda Jancarza Sędzia: Artur Kuśmierz |

| 20 runda 13 października 2019 | Arged Malesa TŻ Ostrovia Ostrów Wielkopolski | 33:57 | truly.work Stal Gorzów Wielkopolski | Stadion Miejski w Ostrowie Wielkopolskim Widzów: 6 000 Sędzia: Piotr Lis |
| 20 runda 13 października 2019 | 9. Nicolai Klindt 1 (w,1,0,0,–) 10. Aleksandr Łoktajew 13 (2,2,1,3,2,3) 11. Tomasz Gapiński 9 (1,3,3,2,0) 12. Sam Masters 0 (d,0,–,–) 13. Grzegorz Walasek 7 (2,1,2,2,d,d) 14. Sebastian Szostak 2 (1,0,0,1) 15. Marcin Kościelski 1 (0,1,0) 16. Kamil Nowacki ns | 33:57 | 1. Szymon Woźniak 10 (3,1,3,3,–) 2. Peter Kildemand 8 (1,2,1,1,3) 3. Krzysztof Kasprzak 11 (3,3,2,2,1) 4. Anders Thomsen 12 (2,2,3,3,2) 5. Bartosz Zmarzlik 6 (3,3,–,–) 6. Rafał Karczmarz 1 (2,0,0,1) 7. Mateusz Bartkowiak 7 (3,0,1,1,2) | Stadion Miejski w Ostrowie Wielkopolskim Widzów: 6 000 Sędzia: Piotr Lis |

### Bilans meczów
| Runda    | 1 | 2 | 3 | 4 | 5 | 6 | 7 | 8 | 9 | 10 | 11 | 12 | 13 | 14 | 19 | 20 |
| Miejsce  | W | D | W | D | D | D | W | D | W | W  | W  | D  | W  | D  | D  | W  |
| Rezultat | P | Z | P | P | Z | Z | P | Z | P | P  | P  | Z  | P  | R  | Z  | Z  |
| Pozycja  | 5 | 3 | 4 | 6 | 5 | 4 | 5 | 5 | 6 | 6  | 6  | 6  | 7  | 7  | 7  | 7  |

Legenda:       runda zasadnicza: kolejki 1-14;       play-off: kolejki 15-18;       1. miejsce;       2. miejsce;       3. miejsce;       baraż o prawo startu w ekstralidze w 2020 roku;       spadek
D – mecz rozgrywany u siebie; W – mecz rozgrywany na wyjeździe; Z – zwycięstwo; P – przegrana; R – remis